# Ilià Davidenok
Ilià Davidenok (en rus: Илья Давиденок) (Almati, 19 d'abril de 1992) és un ciclista kazakh. Professional des del 2012 i actualment a l'equip Tabriz Shahrdari Team.
A l'octubre de 2014, es va anunciar que durant la disputa del Tour de l'Avenir, Davidenok havia donat positiu per esteroides anabòlics en un control. El ciclista va ser apartat de l'equip i posteriorment sancionat amb dos anys, fins al 15 d'octubre de 2016, i els seus resultats anul·lats

## Palmarès
- 2011
  - Vencedor d'una etapa a la Volta a la Independència Nacional
- 2014
  -  Campió del Kazakhstan en ruta
  - 1r a la Volta al llac Qinghai i vencedor d'una etapa
  - Vencedor d'una etapa al Tour de l'Avenir
- 2018
  - 1r al Tour de Fuzhou
- 2019
  - Vencedor d'una etapa al Tour de Fuzhou